# Eudistoma malum
Eudistoma malum är en sjöpungsart som beskrevs av Kott 1990. Eudistoma malum ingår i släktet Eudistoma och familjen Polycitoridae. Inga underarter finns listade i Catalogue of Life.